# KEY COFFEE METROPOLITAN CAFE
KEY COFFEE METROPOLITAN CAFÉ（キーコーヒー・メトロポリタン・カフェ）は、2000年10月からJ-WAVEの土曜8:30-9:00に放送されるコーナーである。提供スポンサーはキーコーヒー。

## 概要
このコーナーは独立枠では放送されておらず、同時間帯に放送されているワイド番組に内包される形で放送している。
コーナータイトルどおり、コーナー全体が番組ナビゲーター(DJ)がマスターのカフェという設定で、随所でコーヒーを勧める会話などが盛り込まれている。
また、ゲストコーナーはそのカフェに来店した客とマスターらがカフェでトークをするという設定であるが、内包されている番組によってはゲストが固定されており、準レギュラー化している場合もある。

## 番組の経緯
- WEEKEND CONNECTION （DJ：福ノ上達也、2000年10月-2003年3月）内
  - 固定ゲストはフードコーディネーターの野村友里。野村が訪れた世界のカフェの話を、カフェマスターである福ノ上に聞かせるという内容であった。なお野村は2005年に日曜朝の番組LOHAS SUNDAYのナビゲーターとして再度J-WAVEにレギュラー出演した。
- SLOW MORNING （DJ：玉川美沙、2003年4月-2005年3月）内
  - SLOW MORNINGを通して週替わりの選曲も担当するゲスト「ミュージックセレクター」が呼ばれるようになったため、その人とのトークコーナーとなる。
  - ゲストには、料理研究家の板井典夫（マロン）による軽食も出されていた。
- WEEKEND MAGIC （DJ：金子奈緒、2005年4月-2007年3月）内
  - 固定ゲストは幅允孝で、書籍を紹介する番組となっていた。
- SPLASH LIFE （DJ：宮本絢子、2007年4月-2007年10月）内
  - 固定ゲストの荒木重光（ブックマスター）、渥美志保（シネマスター）が、それぞれ書籍とDVDを紹介していた。
- RADIO DONUTS （DJ：渡辺祐・山田玲奈、2007年10月-）内
  - 渡辺がマスター、山田がアルバイトのカフェが舞台という体裁を取っている。前半はラジオから流れてくるという設定で、全国各地の情報を伝える「みんなの経済新聞ニュース」が設けられており、後半に週替わりのゲストがカフェに来店しトークを繰り広げるというスタイルとなっている。